# AFC Challenge League 2024-2025
L'AFC Challenge League 2024-2025 è stata la 1ª edizione della terza competizione calcistica per club dell'Asia dopo il rinnovo dei formati delle competizioni AFC per club, complessivamente l'undicesima edizione di una competizione di terza fascia continentale. Il torneo inizierà il 13 agosto 2024 e si è concluso il 10 maggio 2025 con la finale.
La competizione è stata vinta dall'Arkadag.

## Regolamento
Alle federazioni vengono assegnati i posti in base alla classifica delle competizioni per club, che è stata pubblicata dopo il completamento delle competizioni del 2022.
| Valutazione per l'AFC Challenge League 2024-2025 | Valutazione per l'AFC Challenge League 2024-2025 |
| ------------------------------------------------ | ------------------------------------------------ |
|                                                  | Rispetta i criteri                               |
|                                                  | Non rispetta i criteri                           |

| Posizione | Posizione | Associazione                                                    | Punti  | Slot          | Slot     |
| Posizione | Posizione | Associazione                                                    | Punti  | Fase a Girone | Play-off |
| Regione   | AFC       | Associazione                                                    | Punti  | Fase a Girone | Play-off |
| --------- | --------- | --------------------------------------------------------------- | ------ | ------------- | -------- |
| -         | -         | Eliminato dai preliminari di AFC Champions League Two 2024-2025 | -      | 2             | 0        |
| 11        | 19        | Kuwait                                                          | 20.069 | 1             | 0        |
| 12        | 20        | Turkmenistan                                                    | 19.464 | 1             | 0        |
| 13        | 22        | Libano                                                          | 17.761 | 1             | 0        |
| 14        | 23        | Siria                                                           | 17.613 | 0 1           | 1 0      |
| 15        | 27        | Bangladesh                                                      | 14.121 | 0 1           | 1 0      |
| 16        | 28        | Oman                                                            | 12.453 | 0 1           | 1 0      |
| 17        | 29        | Maldive                                                         | 9.467  | 0 1           | 1 0      |
| 18        | 31        | Palestina                                                       | 5.760  | 0 1           | 1 0      |
| 19        | 33        | Kirghizistan                                                    | 4.308  | 0             | 1        |
| 20        | 37        | Nepal                                                           | 0.813  | 0             | 1        |
| 21        | 38        | Sri Lanka                                                       | 0.630  | 0             | 1 0      |
| 22        | 39        | Bhutan                                                          | 0.465  | 0             | 1        |
| 23        | 41        | Afghanistan                                                     | 0.090  | 0             | 1        |
| 24        | 42        | Pakistan                                                        | 0.000  | 0             | 1 0      |
| 24        | 42        | Yemen                                                           | 0.000  | 0             | 1 0      |
| Totale    | Totale    | Totale                                                          | Totale | 5 10          | 12 4     |
| Totale    | Totale    | Totale                                                          | Totale | 17 14         |          |

| Posizione | Posizione | Associazione                                                    | Punti  | Slot          | Slot     |
| Posizione | Posizione | Associazione                                                    | Punti  | Fase a Girone | Play-off |
| Regione   | AFC       | Associazione                                                    | Punti  | Fase a Girone | Play-off |
| --------- | --------- | --------------------------------------------------------------- | ------ | ------------- | -------- |
| -         | -         | Eliminato dai preliminari di AFC Champions League Two 2024-2025 | -      | 2 0           | 0        |
| 11        | 25        | Corea del Nord                                                  | 16.117 | 0             | 1 0      |
| 12        | 26        | Indonesia                                                       | 15.083 | 0 1           | 1 0      |
| 13        | 30        | Myanmar                                                         | 8.287  | 0 1           | 1 0      |
| 14        | 32        | Cambogia                                                        | 5.455  | 0 1           | 1 0      |
| 15        | 34        | Macao                                                           | 2.800  | 0             | 1 0      |
| 16        | 35        | Taipei Cinese                                                   | 2.067  | 0 1           | 1 0      |
| 17        | 36        | Laos                                                            | 1.362  | 0 1           | 1 0      |
| 18        | 40        | Mongolia                                                        | 0.250  | 0 1           | 1 0      |
| 19        | 42        | Brunei                                                          | 0.000  | 0             | 1 0      |
| 19        | 42        | Guam                                                            | 0.000  | 0             | 1 0      |
| 19        | 42        | Isole Marianne Settentrionali                                   | 0.000  | 0             | 1 0      |
| 19        | 42        | Timor Est                                                       | 0.000  | 0             | 1 0      |
| Totale    | Totale    | Totale                                                          | Totale | 2 6           | 12 0     |
| Totale    | Totale    | Totale                                                          | Totale | 14 6          |          |

## Squadre partecipanti
Il numero di presenze e l'ultima apparizione includono la Coppa del Presidente dell'AFC come predecessore dell'AFC Challenge League .
| Squadra           | Metodo di qualificazione                                               | Partecipazioni (ultima) |
| ----------------- | ---------------------------------------------------------------------- | ----------------------- |
| East Bengal       | Squadra perdente del preliminare di AFC Champions League Two 2024-2025 | 1°                      |
| Al-Ahli           | Squadra perdente del preliminare di AFC Champions League Two 2024-2025 | 1°                      |
| Al-Arabi          | Secondo Posto nella Kuwaiti Premier League 2023-2024                   | 1°                      |
| Arkadag           | Campione della Ýokary Liga 2023 Campione della Turkmenistan Cup 2023   | 1°                      |
| Nejmeh            | Campione della Lebanese Premier League 2023-2024                       |                         |
| Al-Fotuwa         | Campione della Syrian Premier League 2023-2024                         | 1°                      |
| Bashundhara Kings | Campione della Bangladesh Premier League 2023-2024                     | 1°                      |
| Al-Seeb           | Campione della Oman Professional League 2023-2024                      | 1°                      |
| Maziya            | Campione della Dhivehi Premier League 2023                             | 1°                      |
| Hilal Al-Quds     | Secondo posto nella West Bank Premier League 2022-2023                 | 2° (2013)               |

| Squadra            | Metodo di qualificazione                                | Partecipazioni (ultima) |
| ------------------ | ------------------------------------------------------- | ----------------------- |
| Abdysh-Ata Kant    | Campione della Prem'yer-liga 2023                       | 1°                      |
| Church Boys United | Campione della Martyr's Memorial A-Division League 2023 | 1°                      |
| Paro               | Campione della Bhutan Premier League 2023               | 1°                      |
| Attack Energy      | Campione della Afghanistan Champions League 2024        | 1°                      |

| Squadra         | Metodo di qualificazione                           | Partecipazioni (ultima) |
| --------------- | -------------------------------------------------- | ----------------------- |
| Madura United   | Secondo posto nella Liga 1 2023-2024               | 1°                      |
| Shan United     | Campione della Myanmar National League 2023        | 3° (2009)               |
| PKR Svay Rieng  | Campione della Cambodian Premier League 2023-2024  | 2° (2014)               |
| Taiwan Steel    | Campione della Taiwan Football Premier League 2023 | 1°                      |
| Young Elephants | Campione della Lao League 1 2023                   | 1°                      |
| SP Falcons      | Campione della Deed Lig 2023-2024                  | 1°                      |

- Palestine (PLE): A causa della guerra Israele-Hamas, la Premier League Palestinese 2023-24 è stata cancellata e non organizzata dalla Federcalcio palestinese.Il Jabal Al-Mukaber, campione della Premier League Palestinese 2022-2023, non è riuscito a ottenere la licenza AFC. Invece, la seconda classificata dell'Hilal Al-Quds, ha ottenuto la licenza e quindi parteciperà alla fase a gironi della AFC Challenge League.
- Turkmenistan (TKM): L'Arkadag, vincitore della Coppa del Turkmenistan 2023, ha vinto anche lo scudetto e si è qualificato per la fase a gironi dell'AFC Challenge League, poiché non aveva una licenza per la AFC Champions League Two. Sono stati sostituiti quindi dall'Altyn Asyr, secondo classificato della Ýokary Liga 2023 negli spareggi di qualificazione dell'AFC Champions League Two.

## Calendario
| Fase                         | Turno                   | Data sorteggio   | Andata             | Ritorno            |
| ---------------------------- | ----------------------- | ---------------- | ------------------ | ------------------ |
| Fase preliminare             | Terzo turno preliminare | Nessun sorteggio | 13 agosto 2024     | 13 agosto 2024     |
| Fase a gironi                | Prima giornata          | 22 agosto 2024   | 26-27 ottobre 2024 | 26-27 ottobre 2024 |
| Fase a gironi                | Seconda giornata        | 22 agosto 2024   | 29-30 ottobre 2024 | 29-30 ottobre 2024 |
| Fase a gironi                | Terza giornata          | 22 agosto 2024   | 1-2 novembre 2024  | 1-2 novembre 2024  |
| Fase ad eliminazione diretta | Quarti di finale        | Nessun sorteggio | 5-6 marzo 2025     | 12–13 marzo 2025   |
| Fase ad eliminazione diretta | Semifinale              | Nessun sorteggio | 9-10 aprile 2025   | 16-17 aprile 2025  |
| Fase ad eliminazione diretta | Finale                  | Nessun sorteggio | 10 maggio 2025     | 10 maggio 2025     |

## Fase preliminare

### Primo turno preliminare
| Squadra 1          | Risultato        | Squadra 2        |
| Zona Occidentale   | Zona Occidentale | Zona Occidentale |
| ------------------ | ---------------- | ---------------- |
| Abdyš-Ata Kant     | 2 - 0            | Attack Energy    |
| Church Boys United | 1 - 2            | Paro             |

## Fase a gironi

### Zona Ovest

#### Gruppo A

##### Classifica
| Pos. | Squadra           | Pt | G | V | N | P | GF | GS | DR |
| ---- | ----------------- | -- | - | - | - | - | -- | -- | -- |
| 1.   | East Bengal       | 7  | 3 | 2 | 1 | 0 | 9  | 4  | +5 |
| 2.   | Nejmeh            | 6  | 3 | 2 | 0 | 1 | 5  | 4  | +1 |
| 3.   | Paro              | 4  | 3 | 1 | 1 | 1 | 5  | 5  | 0  |
| 4.   | Bashundhara Kings | 0  | 3 | 0 | 0 | 3 | 1  | 7  | -6 |

#### Gruppo B

##### Classifica
| Pos. | Squadra        | Pt | G | V | N | P | GF | GS | DR |
| ---- | -------------- | -- | - | - | - | - | -- | -- | -- |
| 1.   | Arkadag        | 6  | 3 | 2 | 0 | 1 | 6  | 4  | +2 |
| 2.   | Al-Arabi       | 6  | 3 | 2 | 0 | 1 | 5  | 3  | +2 |
| 3.   | Abdyš-Ata Kant | 6  | 3 | 2 | 0 | 1 | 4  | 2  | +2 |
| 4.   | Maziya         | 0  | 3 | 0 | 0 | 3 | 1  | 7  | -6 |

#### Gruppo C

##### Classifica
| Pos. | Squadra       | Pt | G | V | N | P | GF | GS | DR |
| ---- | ------------- | -- | - | - | - | - | -- | -- | -- |
| 1.   | Al-Seeb       | 9  | 3 | 3 | 0 | 0 | 9  | 0  | +9 |
| 2.   | Al-Ahli       | 2  | 3 | 0 | 2 | 1 | 1  | 2  | -1 |
| 3.   | Al-Fotuwa     | 2  | 3 | 0 | 2 | 1 | 1  | 6  | -5 |
| 4.   | Hilal Al-Quds | 2  | 3 | 0 | 2 | 1 | 0  | 3  | -3 |

### Zona Est

#### Gruppo D

##### Classifica
| Pos. | Squadra        | Pt | G | V | N | P | GF | GS | DR |
| ---- | -------------- | -- | - | - | - | - | -- | -- | -- |
| 1.   | Shan Utd       | 4  | 2 | 1 | 1 | 0 | 4  | 2  | +2 |
| 2.   | Tainan City    | 4  | 2 | 1 | 1 | 0 | 5  | 4  | +1 |
| 3.   | Young Elephant | 0  | 2 | 0 | 0 | 2 | 2  | 5  | -3 |

#### Gruppo E

##### Classifica
| Pos. | Squadra    | Pt | G | V | N | P | GF | GS | DR |
| ---- | ---------- | -- | - | - | - | - | -- | -- | -- |
| 1.   | Madura Utd | 4  | 2 | 1 | 1 | 0 | 2  | 1  | +1 |
| 2.   | Svay Rieng | 3  | 2 | 1 | 0 | 1 | 3  | 3  | 0  |
| 3.   | Falcons    | 1  | 2 | 0 | 1 | 1 | 1  | 2  | -1 |

## Fase a eliminazione diretta
|  | Quarti di finale | Quarti di finale | Quarti di finale | Quarti di finale | Quarti di finale |  |  | Semifinali | Semifinali | Semifinali    | Semifinali    | Semifinali |  |  | Finale     | Finale     | Finale |  |
|  |                  |                  |                  |                  |                  |  |  |            |            |               |               |            |  |  |            |            |        |  |
|  | E2               | Svay Rieng       | 6                | 1                | 7                |  |  |            |            |               |               |            |  |  |            |            |        |  |
|  | D1               | Shan Utd         | 2                | 2                | 4                |  |  | Svay Rieng | Svay Rieng | 3             | 3             | 6          |  |  |            |            |        |  |
|  | D2               | Tainan City      | 0                | 0                | 0                |  |  | Madura Utd | Madura Utd | 0             | 3             | 3          |  |  |            |            |        |  |
|  | E1               | Madura Utd       | 0                | 3                | 3                |  |  |            |            |               |               |            |  |  | Svay Rieng | Svay Rieng | 1      |  |
|  | B2               | Al-Arabi (dts)   | 1                | 2                | 3                |  |  |            |            | Arkadag (dts) | Arkadag (dts) | 2          |  |  |            |            |        |  |
|  | C1               | Al-Seeb          | 0                | 2                | 2                |  |  | Al-Arabi   | Al-Arabi   | 2             | 0             | 2          |  |  |            |            |        |  |
|  | A1               | East Bengal      | 0                | 1                | 1                |  |  | Arkadag    | Arkadag    | 0             | 3             | 3          |  |  |            |            |        |  |
|  | B1               | Arkadag          | 1                | 2                | 3                |  |  |            |            |               |               |            |  |  |            |            |        |  |

### Quarti di finale
| Squadra 1        | Totale           | Squadra 2        | Andata           | Ritorno          |
| Asia Occidentale | Asia Occidentale | Asia Occidentale | Asia Occidentale | Asia Occidentale |
| ---------------- | ---------------- | ---------------- | ---------------- | ---------------- |
| Al-Arabi         | 3 - 2            | Al-Seeb          | 1 - 0            | 2 - 2 (dts)      |
| East Bengal      | 1 - 3            | Arkadag          | 0 - 1            | 1 - 2            |
| Asia Orientale   |                  |                  |                  |                  |
| Svay Rieng       | 7 - 4            | Shan Utd         | 6 - 2            | 1 - 2            |
| Tainan City      | 0 - 3            | Madura Utd       | 0 - 0            | 0 - 3            |

### Semifinali
| Squadra 1        | Totale           | Squadra 2        | Andata           | Ritorno          |
| Asia Occidentale | Asia Occidentale | Asia Occidentale | Asia Occidentale | Asia Occidentale |
| ---------------- | ---------------- | ---------------- | ---------------- | ---------------- |
| Al-Arabi         | 2 - 3            | Arkadag          | 2 - 0            | 0 - 3            |
| Asia Orientale   |                  |                  |                  |                  |
| Svay Rieng       | 6 - 3            | Madura Utd       | 3 - 0            | 3 - 3            |

### Finale
| Arbitro: | Kim Hee-gon |

|          |           |                               |
| Krya 82’ | Marcatori | 59’ Saparow 112’ Annadurdyýew |